# 北神树站
北神树站位于北京市通州区台湖镇北神树村，是北京地铁17号线的地铁车站，2021年12月31日开通。

## 车站结构

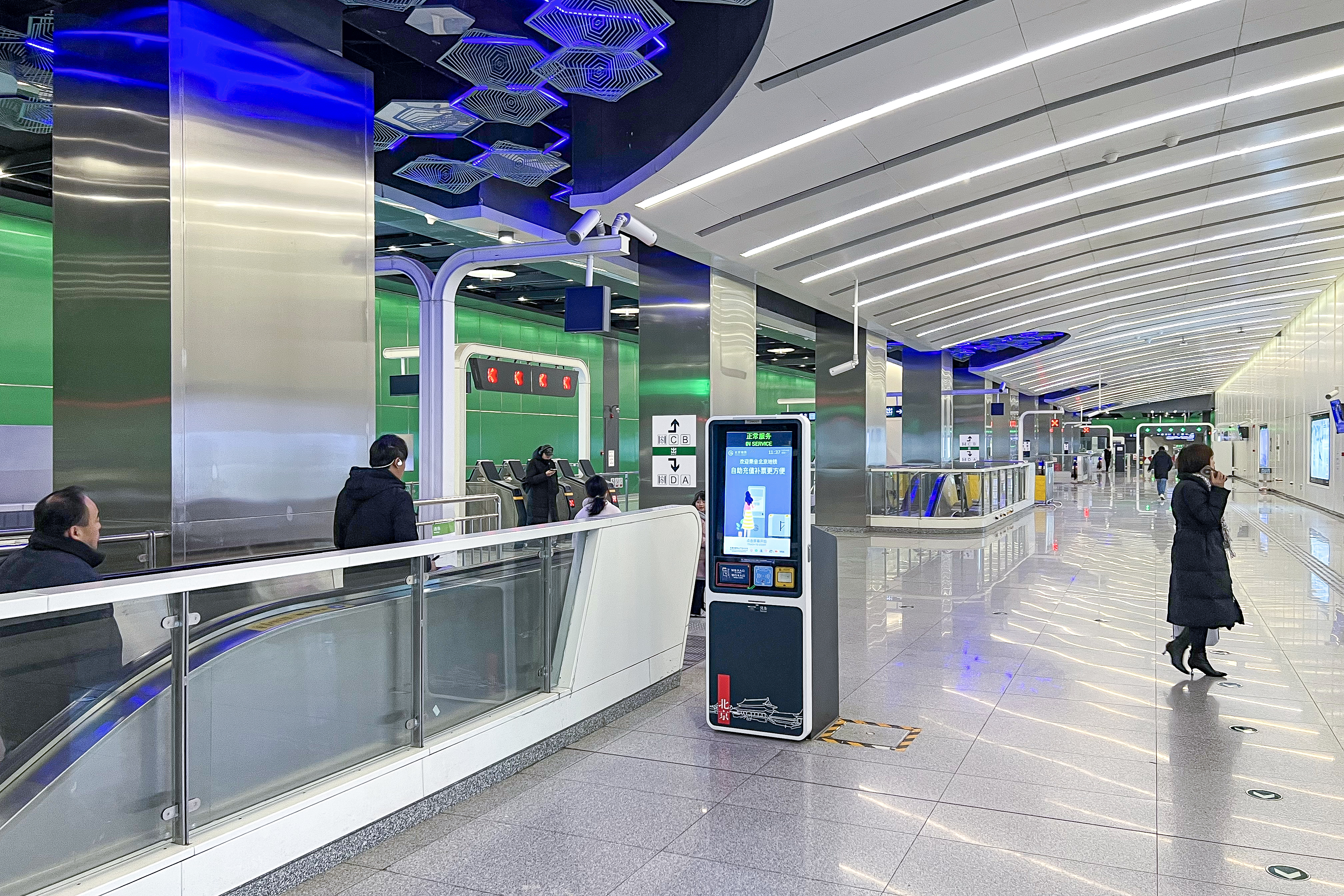
站厅，部分柱顶即《智慧之树》

北神树站为明挖地下双层单柱两跨岛式车站，车站总长291.4米。
本站的站厅层布置有艺术品《智慧之树》，这组作品由汤军、焦乐、阙真喜、庹晨曦创作，将北神树这一地名中的“树”和蜂巢的六边形元素相结合，寓意生物科技有序的发展，营造空间科技感。每个六边形运用可移动的年轮、生物指纹、涟漪的形式，描述生命与自然的生生不息。
| 地面 |                    | 出入口                              |  |  |
| B1层 | 站厅               | 客服中心、自动售票机、进出站闸机    |  |  |
| B2层 |                    | █ 17号线 往未来科学城北（十八里店） |  |  |
|      | 岛式站台，左侧开门 |                                     |  |  |
|      |                    | █ 17号线 往嘉会湖（次渠北）         |  |  |

## 出入口
本站设有4个出入口，其中B、D口设有直梯。
|                       |                    |                  |      |            |
| 编号                  | 指示               | 建议前往的目的地 | 照片 | 无障碍设施 |
| 出口 · A              | 科创东三街（北侧） |                  |      | 不適用     |
| 出口 · B · 升降机标志 | 科创东三街（北侧） |                  |      |            |
| 出口 · C              | 科创东三街（南侧） | 李宁中心         |      | 不適用     |
| 出口 · D · 升降机标志 | 科创东三街（南侧） |                  |      |            |
| 註： 設有             |                    |                  |      |            |

## 接驳问题
本站开通时，北侧的嘉创一路尚有130米未修通，导致周边部分小区居民乘坐地铁需绕路2公里。